# Hucho ishikawae
Hucho ishikawae es una especie de pez de la familia Salmonidae en el orden de los Salmoniformes.

## Morfología
- Los machos pueden alcanzar 50 cm de longitud total.[1]

## Hábitat
Vive en zonas de  aguas dulces templadas.

## Distribución geográfica
Se encuentra en Asia: Corea.